# Sami d'Inari
El sami d'Inari és una llengua uraliana sami parlada al municipi d'Inari, al nord-est de Finlàndia. Segons el Parlament Sami de Finlàndia és parlada per 269 persones com a primera llengua.

## Casos gramaticals
El sami d'Inari té nou casos gramaticals: nominatiu, genitiu, acusatiu, locatiu, il·latiu, comitatiu, abessiu, essiu i partitiu. El genitiu i l'acusatiu tenen sovint la mateixa terminació.

## Pronoms personals
Els pronoms personals en sami d'Inari distingeixen tres nombres (singular, dual i plural) i tres persones:
| Persona  | Sami d'Inari | Català        |
| -------- | ------------ | ------------- |
| 1a sing. | mun          | jo            |
| 2a sing. | tun          | tu            |
| 3a sing. | sun          | ell/a         |
| 1a dual  | muoi         | nosaltres dos |
| 2a dual  | tuoi         | vosaltres dos |
| 3a dual  | suoi         | ells dos      |
| 1a pl.   | mij          | nosaltres     |
| 2a pl.   | tij          | vosaltres     |
| 3a pl.   | sij          | ells          |